# Братська могила загиблих воїнів та підпільників (Довгинцівський район)

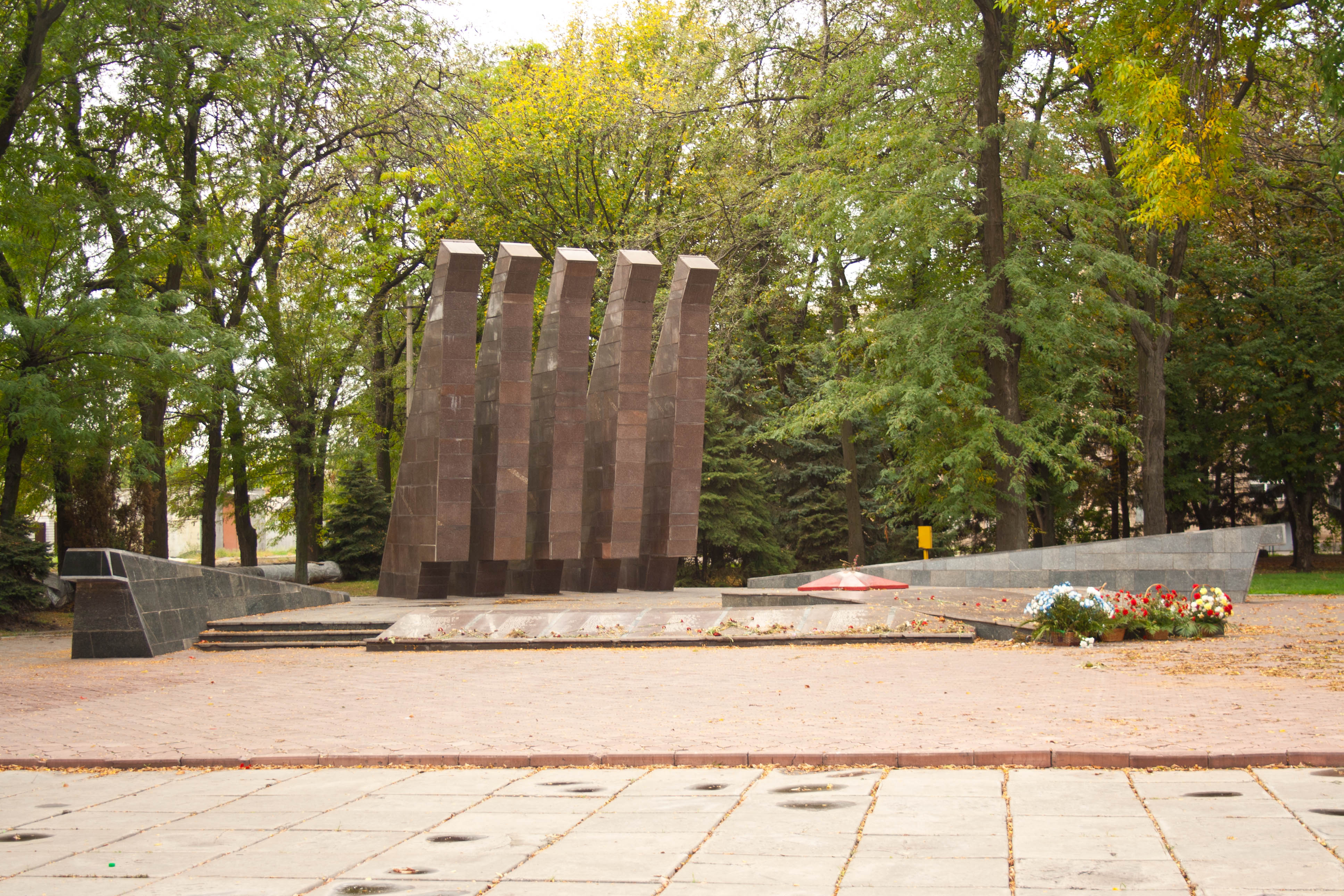

Братська могила загиблих воїнів та підпільників – перший пам'ятник (стела) встановлено в 1956 р., художник Г. Г. Хріенко. Сучасного вигляду пам’ятка набула після реконструкції в 1983 р., архітектор В. І. Трембач, художник Л. О. Давидов, виконавець трест «Криворіжіндустрбуд». Пам’ятка місцевого значення розташована у Довгинцівському районі, вулиця Серафімовича, Парк Залізничників. 

## Передісторія
Перша назва пам'ятки – Братська могила 34 підпільників (керівники: В. Г. Козиненко, Ю. М. Козаченко), розстріляних 29.06.1942 р. та 30.06.1943 р. 
Відкриття пам'ятника – стели з 34-ма прізвищами комсомольців-підпільників відбулося 9 травня 1956 р., художник Г. Г. Хріенко. Рішенням Дніпропетровського облвиконкому № 618 від 08.08.1970 р. братська могила підпільників була взята на облік, з охоронним номером 1677.
Реконструкція пам'ятки була проведена у 1983 р., архітектор В. І. Трембач, художник Л. О. Давидов, виконавець трест «Криворіжіндустрбуд». Під час реконструкції відбулось перепоховання воїнів частин 195 стрілецької дивізії 46 армії, що загинули в боях за визволення селища Довгинцево, встановлено 5 пілонів, гранітний надгробок з меморіальним написом російською мовою: «Их подвиги будут жить вечно, Их имена – бессмертны» (станом на 2017 рік напис відсутній), п’ятипроменеву об’ємну залізну зірку для вічного вогню, 14 полірованих меморіальних плит з коричнюватого граніту, з викарбуваними прізвищами та ініціалами похованих (біля деяких – військові звання). 
Відповідно до списку увічнених воїнів (інформація з сайту www.krivoyrog-poshuk.ho.ua/ [Архівовано 25 лютого 2020 у Wayback Machine.]) станом на 2017 рік відомі дані щодо 143 загиблих воїнів та 34 підпільників.
Згідно з даними Довгинцівського райвійськкомату за 1992 р. в братській могилі поховано 181 особу в тому числі 146 військовослужбовців та 35 підпільників (інформація з сайту http://www.obd-memorial.ru/ЗУ380-04-389/%5Bнедоступне+посилання+з+червня+2019%5D).

## Пам'ятка

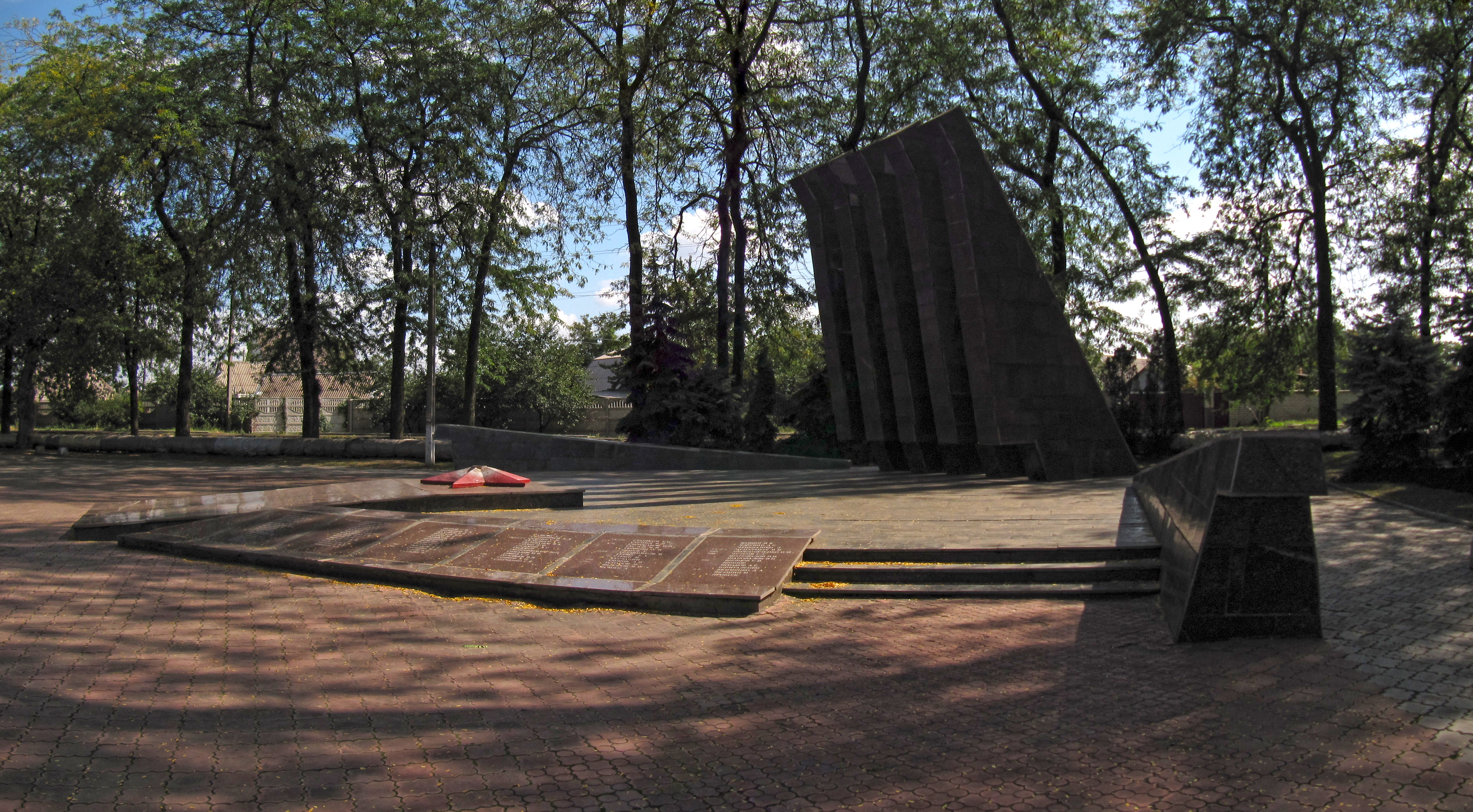

Об'єкт являє собою меморіальний комплекс, що складається з братської могили, п'яти пілонів, вічного вогню, меморіальних плит з іменами похованих і двох декоративних стінок.
Пілони висотою 8,5 м, розміри одного по низу 3,30х0,50 м, на відстані 0,5 м один від одного. Зроблені з цегли, обкладеної полірованими плитками рожево-коричнюватого граніту. Загальні розміри надгробку 3,0х7,0 м, висота 0,25 м. На чотирьох найближчих до пілонів плитах розміщена п’ятипроменева об’ємна залізна зірка для вічного вогню, розмірами 1,25х1,25 м, висота 0,3 м. Отвір для газової горілки діаметром 0,2 м. Зірка пофарбована в червоний колір. 14 полірованих меморіальних плит з коричнюватого граніту, розташованих по 7 штук по обидві довгі сторони надгробку під гострим кутом до нього і паралельно сторонам майданчику комплексу. Розміри плит 1,9х1,0 м, товщина 5 см. Загальні розміри рядів меморіальних плит: 2,10х6,10 м. На плитах викарбувано та пофарбовано в білий колір прізвища та ініціали похованих, біля деяких – військові звання. Зверху і знизу біля меморіальних плит викладено по ряду плит полірованого коричнюватого граніту, розмірами 1,0х0,4х0,05 м. Дві декоративні стінки з цегли, обкладені полірованими плитками з сірого граніту, розташовані паралельно сторонам майданчику комплексу під гострим кутом до пілонів. Розміри стінок: 9,80х0,50 м у верхній частині, 9,80х1,0 м у нижній. Двоє сходів з сірого граніту (по 3 сходинки, 2,8х0,35 м, висота 10-20 см) знаходяться між меморіальними плитами і декоративними стінками. Майданчик, викладений плитками полірованого сірого граніту, зі сторонами довжиною 4,70 м, 6,30 м, 4,70 м, 9,40 м.